# Комитет по делам молодёжи и спорта при Правительстве Республики Таджикистан
Комитет по делам молодёжи и спорта при Правительстве Республики Таджикистан (тадж. Кумитаи кор бо ҷавонон ва варзиши назди Ҳукумати Ҷумҳурии Тоҷикистон) — центральный исполнительный орган государственной власти Республики Таджикистан, выполняющий специальные исполнительные, контрольные, разрешительные и другие функции, установленные в сфере по делам молодёжи, физической культуры и спорта.

## Структура
На 2018 год
- Руководство;
- Управление по делам молодежи;
- Управление физической культуры и развития спорта;
- Отдел работы со сборными командами;
- Отдел международных отношений;
- Отдел планирования и бухгалтерии;
- Общий отдел и контроля;
- Сектор правового обеспечения;
- Сектор кадров и специальных работ;
- Сектор анализа и информации;
- Хозяйственный сектор[1].

В состав комитета также входят 24 учреждения и организации.